# أنطونيو جاريدو
أنطونيو جاريدو (بالإسبانية: Antonio Garrido Benito)‏ هو مقدم تلفزيوني وممثل إسباني، ولد في 20 أغسطس 1971 في إسبانيا.

## وصلات خارجية
- أنطونيو جاريدو على موقع IMDb (الإنجليزية)
- أنطونيو جاريدو على موقع ألو سيني (الفرنسية)
- أنطونيو جاريدو على موقع أول موفي (الإنجليزية)
- أنطونيو جاريدو على موقع قاعدة بيانات الفيلم (الإنجليزية)
- أنطونيو جاريدو على موقع كينوبويسك (الروسية)